# Kaufdorf
Kaufdorf est une commune suisse du canton de Berne, située dans l'arrondissement administratif de Berne-Mittelland.

## Histoire
Kaufdorf, qui constitue une juridiction de basse-justice, est annexée à la juridiction de Thurnen dès 1528. Le village dépend de la juridiction de Seftigen pour la haute-justice.